# Шевченково (Великодымерская община)
Шевче́нково (укр. Шевченкове) — село, входит в Великодымерскую поселковую общину Броварского района Киевской области Украины.
Население по переписи 2001 года составляло 3392 человека. Почтовый индекс — 07434. Телефонный код — 4594. Занимает площадь 4,43 км². Код КОАТУУ — 3221289501.

## Местный совет
07434, Киевская обл., Броварский р-н, с. Шевченково, ул. Вокзальная, 40.

## Известные уроженцы
- Кононова, Александра Николаевна — чемпионка Параолимпийских игр.